# Arzew
Arzew là một đô thị thuộc tỉnh Oran, Algérie. Dân số thời điểm năm 2002 là 66.72 người.